# 西武多摩川線

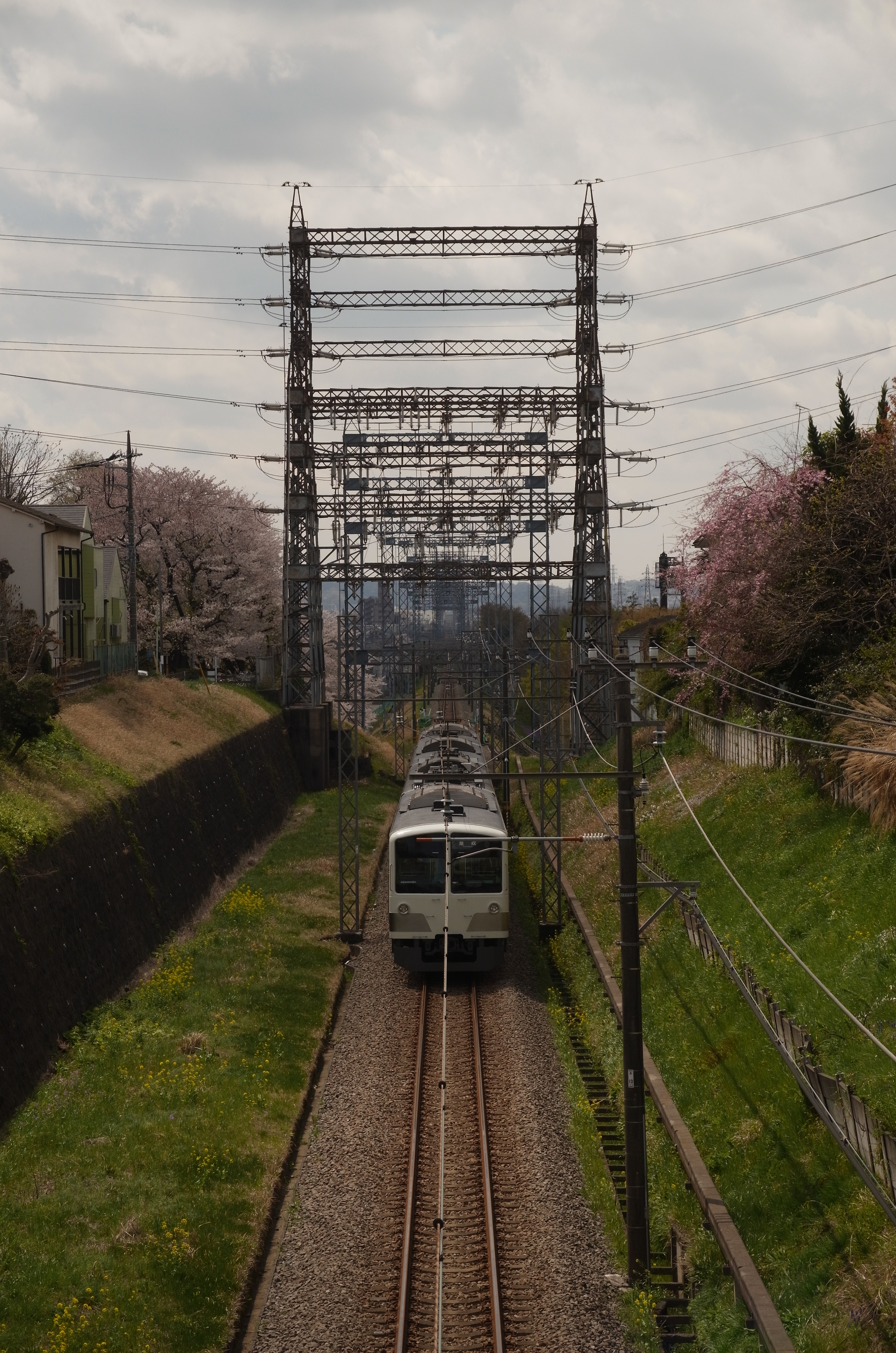
新小金井駅 - 多磨駅間。新小金井駅先から白糸台駅手前まで、路線は南西方向へ直線に延びる。
（人道橋「いちご橋」より、2014年4月撮影）

多摩川線（たまがわせん）は、東京都武蔵野市の武蔵境駅と東京都府中市の是政駅を結ぶ西武鉄道の鉄道路線である。駅ナンバリングで使われる路線記号はSW。本記事では、かつてこの路線を運営していた多摩鉄道（旧西武鉄道に合併）についても述べる。
東日本旅客鉄道（JR東日本）中央本線との乗換駅である武蔵境駅からほぼ南西に延びる路線で、他の西武鉄道の路線とは一切交差・接続しておらず、孤立した路線となっている。これは大正時代に開業させた多摩鉄道が1927年（昭和2年）、旧西武鉄道に買収された歴史による（「路線名称」「歴史」参照）。
武蔵境駅付近は2006年12月に一部高架化され、2008年7月19日に全面高架化された。

## 路線データ
- 路線距離（営業キロ）：8.0km
- 軌間：1,067mm
- 駅数：6駅（起終点駅含む）
- 複線区間：なし（全線単線）
- 電化区間：全線（直流1500V架空電車線方式）
- 閉塞方式：自動閉塞式
- 最高速度：95 km/h[1]
- 編成両数：4両

## 路線名称
多摩川線は路線名の変遷が激しい。多摩鉄道時代の1922年に是政駅まで全通後、1927年に（旧）西武鉄道に吸収合併され、西武鉄道多摩線となる。その後是政線に変更され、さらに1952年に武蔵境線に変更。1955年に武蔵境線から多摩川線に変更されて現在に至る。
なお、2000年8月6日に東京急行電鉄（当時）の目蒲線が分割され、目黒線と東急多摩川線となった際、既に西武鉄道が「多摩川線」の路線名を使用していたため、正式路線名を「東急多摩川線」とすることで区別している。

## 乗車券・乗降方式
西武鉄道の路線としては孤立しているため、同社の他路線の各駅で発売されている企画乗車券の発売を行っておらず、多摩川線は西武鉄道発行の企画乗車券のフリー区間の適用外となっていることが多い。なお、西武鉄道では自社の鉄道路線全線を対象とした一日乗車券の発売を行っていない。例外的に東急電鉄の各駅（渋谷駅と世田谷線各駅を除く）で発売されている「東急線西武線まるごときっぷ」は多摩川線でも乗降できるが、この乗車券は西武鉄道側の駅では購入できない。
自動改札機が全駅に設置されていないため、西武線では唯一パスネットが利用できなかった。かつて発売されていた、SF機能を持たないレオカードでは切符を購入できたものの、2008年3月14日をもって使用できなくなった。SFレオカード（2008年1月10日発売終了）では切符の購入もできなかった。
自動改札機未設置駅から乗車するときは、乗車券を自動券売機で購入しそのまま入場する（武蔵境駅が有人改札だった時代は改札で「入鋏」のスタンプを押していた）。このため切符には「入鋏省略」と記載されている。出場時には駅係員により切符が回収される。連絡乗車券はJR武蔵境駅の連絡改札口の自動改札機にそのまま投入できる（「武蔵境駅#西武鉄道」も参照）。

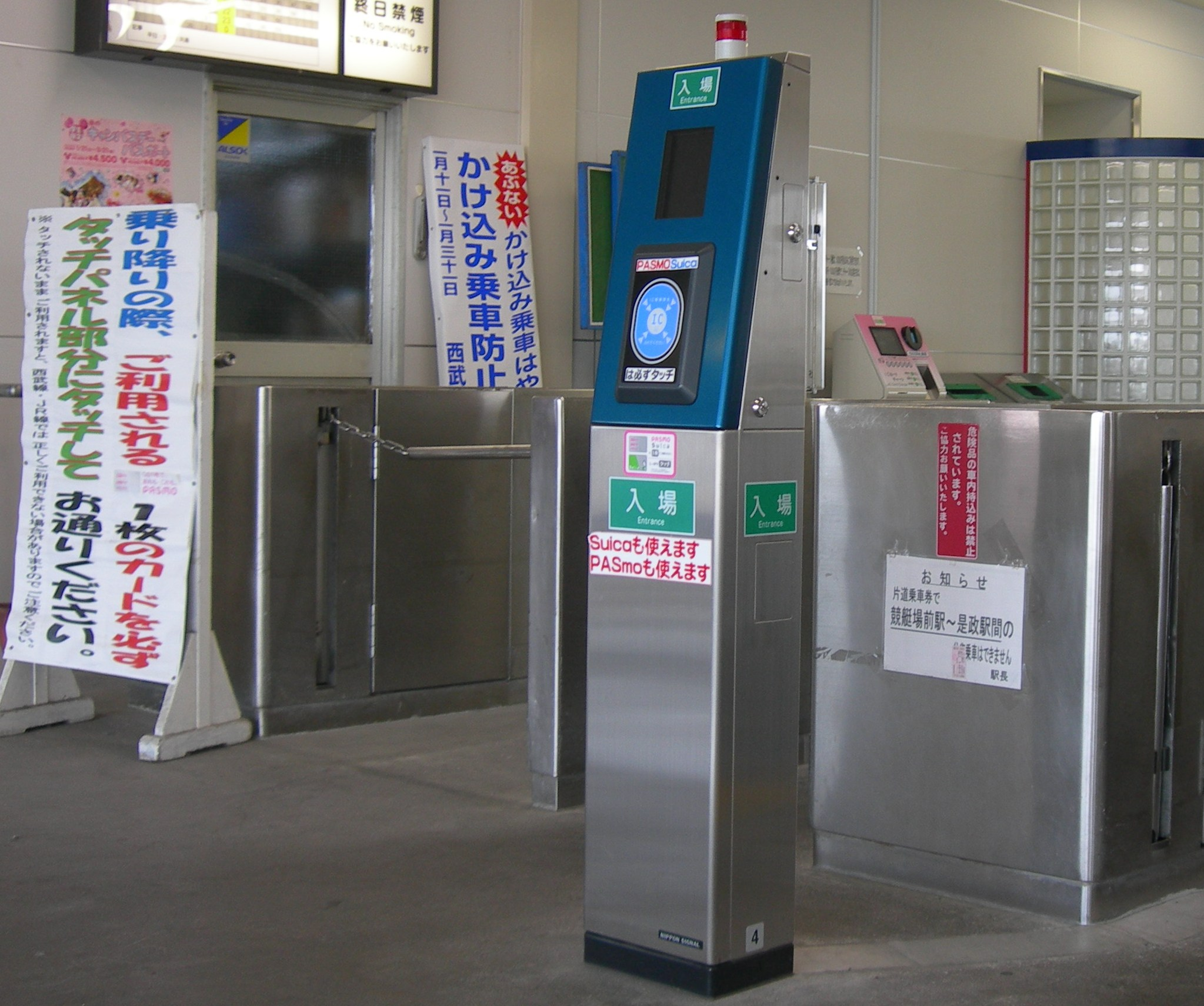
多摩川線の簡易ICカード改札機
（競艇場前駅、2008年1月30日撮影）

2007年3月18日からサービスを開始した交通系ICカードのPASMOは当路線にも導入され、簡易ICカード改札機を各駅に設置している。西武鉄道では池袋線・西武秩父線の武蔵横手駅 - 横瀬駅間各駅にも同じものが設置されておりオートチャージにも対応している。かつては武蔵境駅・多磨駅でも簡易ICカード改札機が設置されていたが、前者は高架化、後者は橋上駅舎化に伴い自動改札機に置き換えられた。
武蔵境駅が高架化工事前にJRとの共同使用駅だった頃は、定期券発売窓口は、武蔵境駅から一つ目の新小金井駅に設置されていた。武蔵境駅の駅舎改築により多摩川線の定期券発売窓口は武蔵境駅へ移転した。西武鉄道では定期券発売窓口と定期券専用発売機でのみ定期券が購入可能だったが、2017年の券売機更新により全駅の自動券売機で定期券購入が可能となった。

## ワンマン運転
1996年4月1日よりワンマン運転を実施している。全駅の改札が初電から終電まで稼動しているため、車内には乗車駅証明書発行機・運賃箱や運賃表示機などの設備がない、いわゆる都市型ワンマン方式となっている。
ワンマン運転開始当初は、車両前面に「ワンマン」の文字を掲出していたが、現在運用されている新101系ではこの掲示はなく、始発駅発車後の車内放送で案内するのみとなっている。
運転士が運転席後部にある（通常は車掌が操作する）ドアスイッチを操作して、ドアを開閉する。起終点の武蔵境駅と是政駅では発車メロディが導入されているが、発車時にはチャイムが鳴る。途中駅ではこれが発車の合図となり、その後「ドアが閉まります。ご注意下さい」と車内放送が流れる。

## 歴史

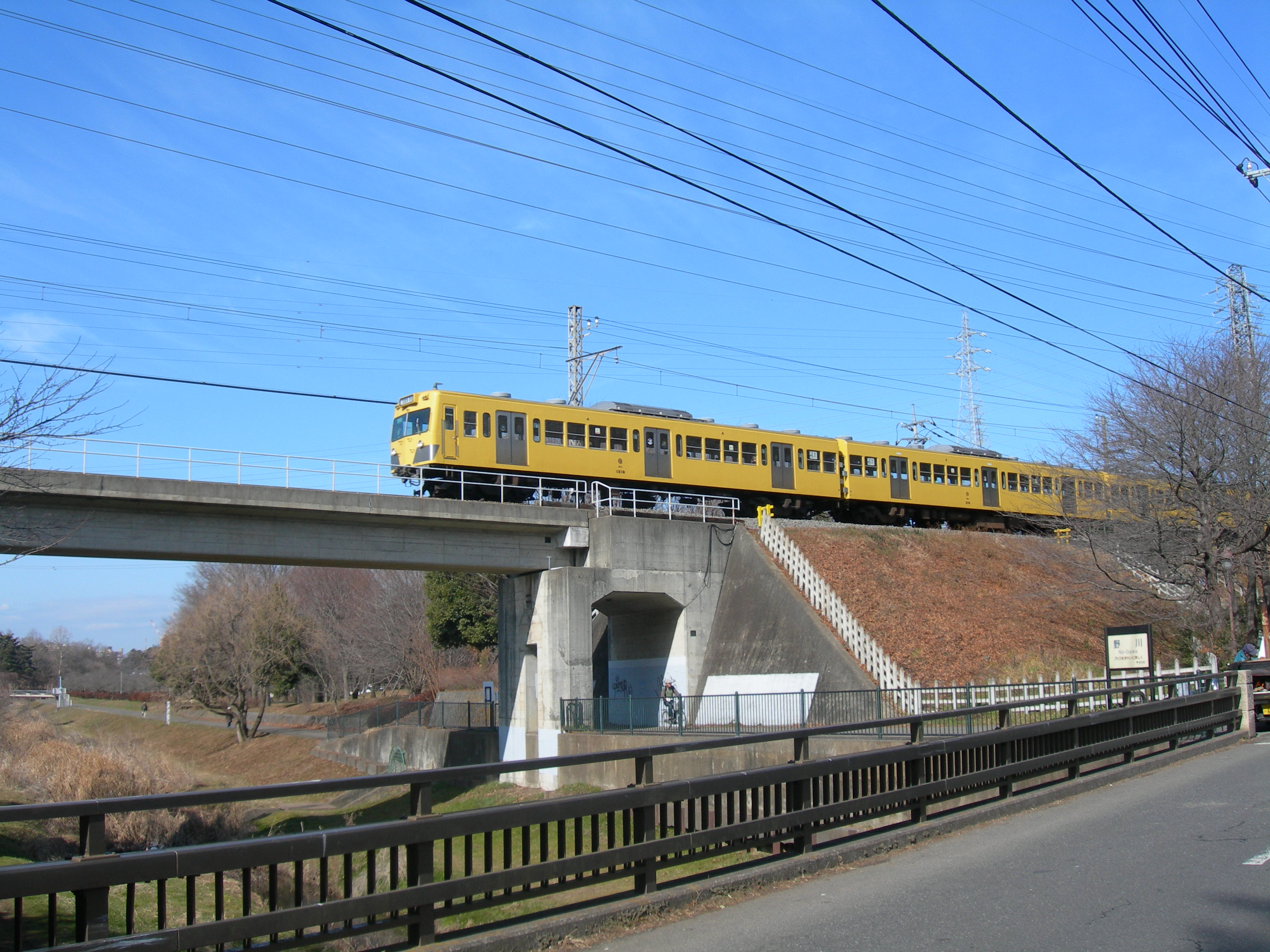
二枚橋橋梁を渡る旧101系
（2008年1月）

多摩川の河原で採取した川砂利を運搬する目的で、1910年（明治43年）8月に設立された多摩鉄道により開業した路線である。
1907年2月26日に提出された敷設仮免許申請書に添えられていた起業目論見書の目的の項には「旅客貨物運輸の業を営む」と記されており、砂利輸送については触れられていないが、申請直後に「旅客貨物運輸の業を営み併せて砂利玉石石材等の採掘販売」と目的を変更している。この目的の変更は筆頭発起人の阿部貞助の影響があるとみられている。阿部貞助は個人で砂利運搬を目的とした専用鉄道（境 - 多摩間、明治41年6月8日）の免許を得ているが、多摩鉄道設立に参画することにより砂利輸送の役割を負わせたとみられている。
多摩鉄道は1908年2月、私設鉄道法に基づき境 - 是政間の仮免許を取得したが、東京天文台より反対があった。同天文台は当時、麻布から三鷹村大沢への移転計画があり（現在国立天文台本部がある国立天文台三鷹キャンパス）、鉄道がそばにあると天体観測業務に支障が出るとの理由からである（当時の鉄道は、排煙を出す蒸気機関車が主力だった）。鉄道会社側も路線変更は承服できないとして反論した。この結果についての書類が失われているため鉄道院の裁定は不明だが、現在路線が大きく迂回していないので鉄道会社の主張が認められたようである。
1909年2月、多磨村での約20年間の砂利採掘権を取得する（多摩川での砂利採掘は1964年に禁止された）。
1917年10月22日に境駅（現・武蔵境駅） - 北多磨駅（現・白糸台駅）間、1919年6月1日に北多磨駅 - 常久駅（現・競艇場前駅）間、1922年6月20日に常久駅 - 是政駅間が開業した。
1927年8月30日、（旧）西武鉄道に合併され同社の多摩線となった。砂利輸送のついでであった旅客輸送に関しては、1929年に参拝客の増加していた多磨霊園の近くに多磨墓地前駅（現・多磨駅）を開設してガソリンカーの運行を開始、その後は車両を増備して日曜祭日彼岸時には武蔵境駅 - 多磨墓地前駅間を15分毎に頻発運転するようになる。
多摩鉄道を合併した（旧）西武鉄道は西武新宿線系統の前身企業で、1945年に西武池袋線系統の前身である武蔵野鉄道に合併され西武農業鉄道となり、翌1946年に現在の西武鉄道となる。また太平洋戦争中は中島飛行機の工場への引き込み線があり、沿線工場への貨物輸送にも利用された。
戦後の1950年に電化され、1967年に貨物輸送を廃止した。その後は沿線にある多磨霊園、多摩川競艇場、アメリカンスクール・イン・ジャパン（東京都調布市野水1丁目、最寄り駅は多磨駅）などのアクセス路線として活用されてきた。
過去には、是政駅から北西方向の東京競馬場、1949年には武蔵境駅から北東方向の西武新宿線武蔵関駅もしくは東伏見駅、及びその途中（関前橋）から更に田無町駅（現・ひばりヶ丘駅）、多磨墓地前駅（現・多磨駅）から京王井の頭線の久我山駅を経由して西武新宿軌道線の杉並車庫前に至るルートの延長構想があった。さらに多摩ニュータウン計画では、京王帝都電鉄（現・京王電鉄）・小田急電鉄・西武鉄道の3社が東京都多摩市への延伸について調印し、西武鉄道は北多磨駅から分岐して多摩川線を延伸しようと試みた。当初は多摩センターまでの予定で、他の2社と同じくさらに橋本・城山方面への延伸も目論んでいた。しかし武蔵境駅で接続する国鉄（当時）中央線の混雑をさらに助長するとの判断から鉄道敷設免許申請が取り下げられ、調印した3社の中で唯一、多摩ニュータウン乗り入れが実現しなかった。
戦時中の1941年に日本陸軍航空隊向けの調布基地建設のため、多磨駅近くの府中市朝日町3丁目および調布市・三鷹市にまたがり東京調布飛行場が建設され、終戦後は進駐軍に接収され「関東村」となっていたが、地元3市の返還要求を受け、1974年12月10日に在日米軍から返還された（詳細は「調布飛行場#歴史」参照）。
関東村の広大な跡地は調布飛行場をはじめ、スタジアム（味の素スタジアム・アミノバイタルフィールド・都立武蔵野の森総合スポーツプラザ）、公園（調布基地跡地運動広場・都立武蔵野の森公園）などとして地元自治体によって活用され、2000年には東京外国語大学が東京都北区西ケ原から移転、翌2001年には警察大学校および警視庁警察学校が東京都中野区より移転。関東村跡地の再開発により、多摩川線の輸送需要は大きく増加した。
1996年4月1日、前述のとおりワンマン運転化される。
2003年より2009年にかけて、武蔵境駅の高架化工事を実施した（「武蔵境駅#高架化工事」参照）。高架化工事前、武蔵境駅がJRとの共同使用駅だった頃は、定期券発売窓口は白糸台駅にのみ設置されていた（西武鉄道では当時、定期券は定期券発売窓口と定期券専用発売機のみで購入可能であった）。武蔵境駅の駅舎改築に伴い、多摩川線の定期券発売窓口は武蔵境駅に移転したが、2017年の券売機更新により全駅の券売機で定期券購入が可能となった。また武蔵境駅では2008年9月7日よりJRへの連絡改札口が設置された。
2007年3月18日からは、ICカードPASMOが導入された。また同年12月には、多摩川線開業90周年事業として記念ヘッドマーク掲出や記念乗車券発売などの記念イベント「多摩川線90周年 Since1917」を開催した。
2010年3月22日には、後述の四季をテーマとしたラッピングがされた新101系電車の出発式が武蔵境駅のホームで行われ、この様子は新聞記事などにも取り上げられた。
西武鉄道を含む西武ホールディングス（西武HD）の筆頭株主となっていたアメリカ合衆国の投資ファンド会社サーベラス・キャピタル・マネジメントが、2012年10月12日に西武HDの経営合理化策として多摩川線を含む5路線の廃止などを求め、西武HD側がこれを拒絶したことが報道された。サーベラス側は廃止提案の存在を否定していたが、多摩川線沿線の府中市・武蔵野市・小金井市は3市連名で路線存続の要望書を西武HDと西武鉄道宛てに提出した。その後、2017年8月にサーベラスが西武HDの保有株式を全て売却したことが判明した。

### 年表
- 1908年（明治41年）2月6日 - 鉄道布設仮免状下付（帝国鉄道境停車場-多摩村大字是政）[15]
- 1910年（明治43年）11月15日 - 軽便鉄道指定[32]。
- 1917年（大正6年）10月22日 - 多摩鉄道として、境駅 - 北多磨駅間開業。境駅（現：武蔵境駅）、新小金井駅、北多磨駅（現：白糸台駅）開業[33]。
- 1919年（大正8年）
  - 6月1日 - 北多磨駅 - 常久駅間延伸開業（貨物運輸のみ）。常久駅（現：競艇場前駅）開業[34]。
  - 7月1日 - 境駅を武蔵境駅に改称[35]。
- 1922年（大正11年）6月20日 -  常久駅 - 是政駅間延伸開業。是政駅開業[36]。
- 1927年（昭和2年）8月31日 - （旧）西武鉄道が多摩鉄道を合併、路線名を多摩線と改称[注釈 3]。『官報』での譲渡許可は同年8月3日[37]。
- 1929年（昭和4年）
  - 1月1日 - ガソリン（瓦斯倫）動力併用実施[6]。
  - 1月5日 - 新小金井駅 - 北多磨駅間に多磨墓地前駅（現：多磨駅）開業。
- 1950年（昭和25年）
  - 7月11日 - 武蔵境駅 - 北多磨駅間の電化完成。
  - 11月1日 - 北多磨駅 - 是政駅間の電化完成。
  - 11月 - 常久駅が0.1km武蔵境駅寄りに移転。
- 1952年（昭和27年）3月25日 - 路線名を是政線から[要検証 – ノート]武蔵境線に変更[7]。
- 1954年（昭和29年）5月1日 - 常久駅を競艇場前駅に改称[注釈 4]。
- 1955年（昭和30年）5月9日 - 路線名を多摩川線に変更[8]。
- 1995年（平成7年）11月 - 試行的にワンマン運転を開始[39]。
- 1996年（平成8年）4月1日 - ワンマン運転に全面移行[39]。
- 2001年（平成13年）3月28日 - 多磨墓地前駅を多磨駅に、北多磨駅を白糸台駅に改称[40]。
- 2003年（平成15年）3月 - 今回をもって甲種輸送を一時中止。
- 2004年（平成16年）10月28日 - ダイヤ改正により運行間隔が早朝・深夜を除き12分間隔となる[41][42]。
- 2006年（平成18年）12月9日 - 武蔵境駅付近が高架化[4]。これに伴い一時的にJR中央線との連絡線が廃止。
- 2007年（平成19年）
  - 3月18日 - PASMOサービス開始に伴い、多摩川線全線に導入。
  - 12月 - 多摩川線開業90周年記念イベント「多摩川線90周年 Since1917」開催[24][25]。開業100周年記念ヘッドマークをつけた列車
（白糸台駅、2017年10月30日撮影）
- 2008年（平成20年）

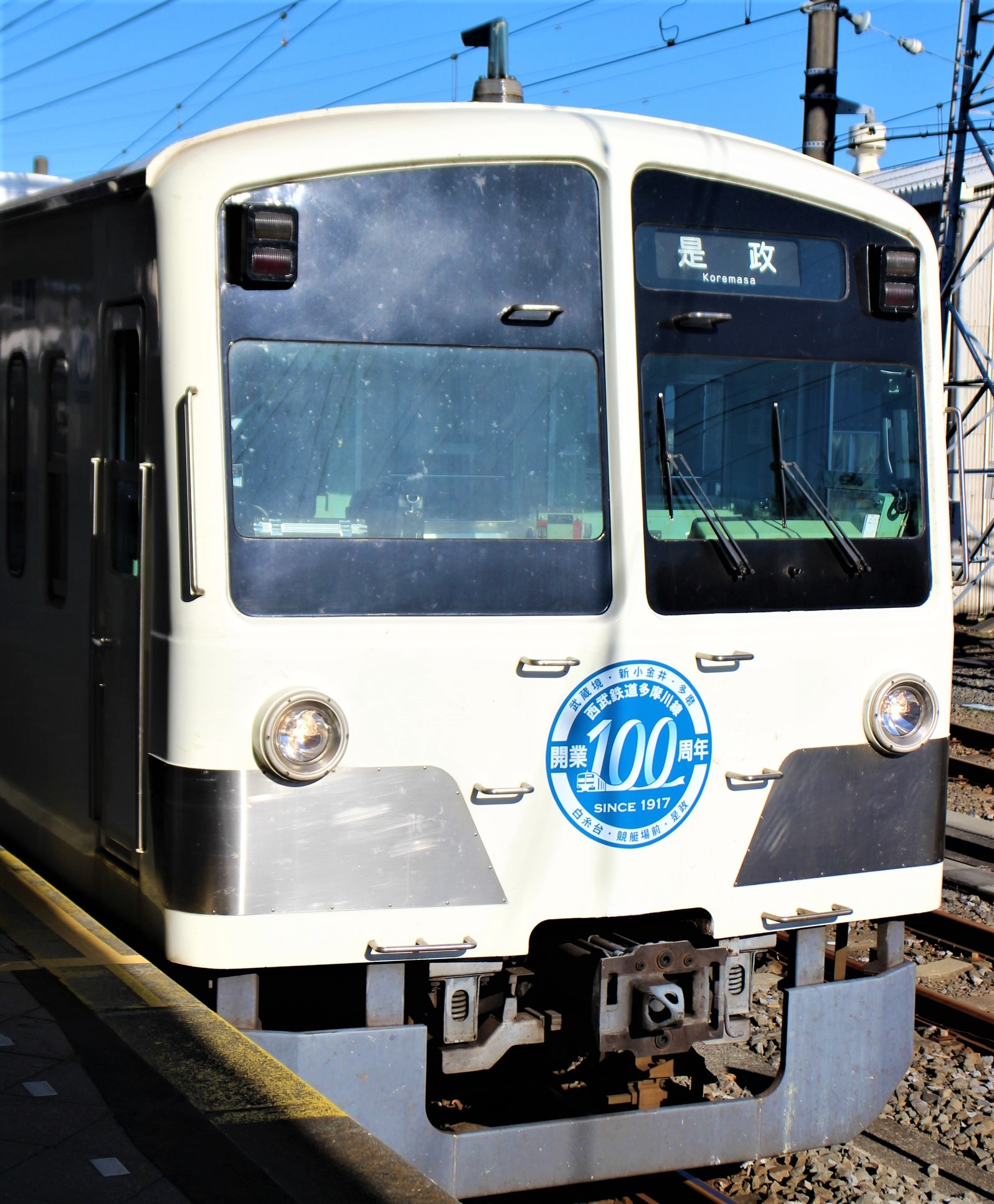
開業100周年記念ヘッドマークをつけた列車
（白糸台駅、2017年10月30日撮影）

  - 3月29日 - 武蔵境駅に多摩川線の駅では初となる自動改札機を設置。
  - 7月19日 - JR中央線との連絡線を再び設置。
- 2010年（平成22年）
  - 3月 - 甲種輸送を再開。旧101系から新101系への置き換えを開始。
  - 3月22日 - 新101系ラッピング電車の出発式を武蔵境駅ホームで開催[26]。
  - 11月9日 - 旧101系が営業運転を終了[43][44]。これにより西武鉄道から旧101系の運用が消滅[43][44]。
- 2011年（平成23年）
  - 3月14日 - 東北地方太平洋沖地震（東日本大震災）に伴う節電のため、一部列車を運休し節電ダイヤで運行。
  - 4月2日 - 節電ダイヤにより一時的に平日ダイヤと土休日ダイヤを設定。平日昼間と土休日の終日で列車本数を減少、武蔵境発の下り列車の一部に白糸台駅止まりの区間便を設定。
  - 9月12日 - 電力制限解除に伴い、従来のダイヤに復旧。
- 2017年（平成29年）9月29日 - 開業100周年記念イベント「多摩川線開業100周年期間」を年末まで開催[45]。
- 2019年（平成31年）3月16日 - 15年ぶりのダイヤ改正を実施。多磨駅駅舎の橋上化工事に伴い、早朝夜間に行われていた同駅での列車交換を廃止。
- 2021年（令和3年）
  - 2月 - 使用車両である新101系の本線側での運用線区を多摩湖線から狭山線へ変更（国分寺駅ホームドア設置のため）。
  - 7月1日 - 同年9月30日まで、サイクルトレインの実証実験を行う。多磨駅以外の全駅で自転車乗降が可能[46][47][48]。
  - 10月1日 - サイクルトレイン本実施。多磨駅以外の全駅で自転車乗降が可能。平日9時 - 17時と、土休日は終日利用可能。1編成8台まで[49]。
- 2022年（令和4年）7月7日 - 硬券の「多摩川線全線開通100周年記念乗車券」を武蔵境駅と是政駅で発売[50]。
- 2023年（令和5年）
  - 1月 - 無線式列車制御 (CBTC) システムの実証試験に向けた準備工事に着手[51]。
  - 4月1日 - 多磨駅でのサイクルトレインの自転車乗降が可能となる[52]。
- 2024年（令和6年）3月10日 - 無線式列車制御 (CBTC) システムの走行試験を開始[53][54]。

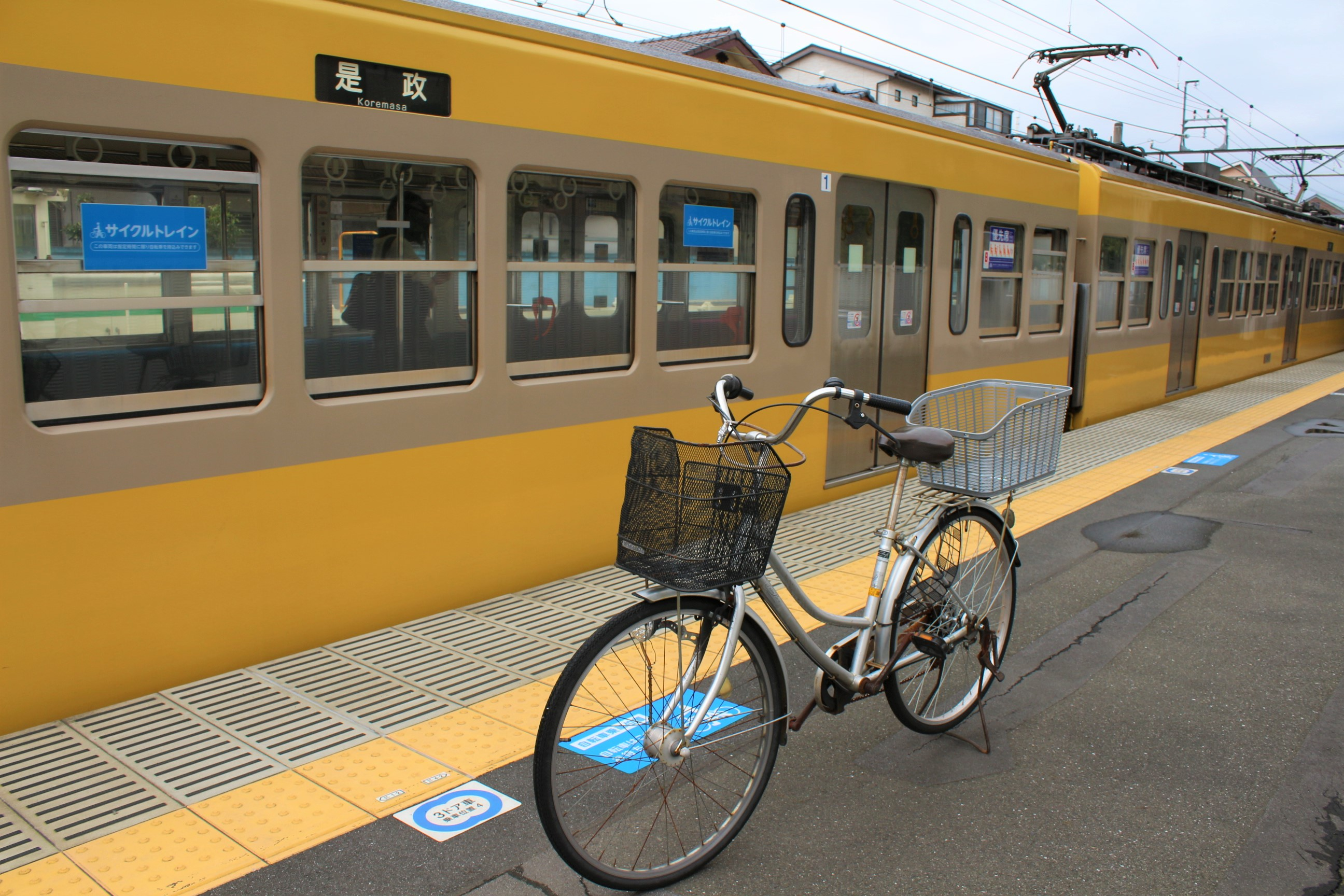
サイクルトレイン専用車両 （是政駅、2021年7月3日撮影）
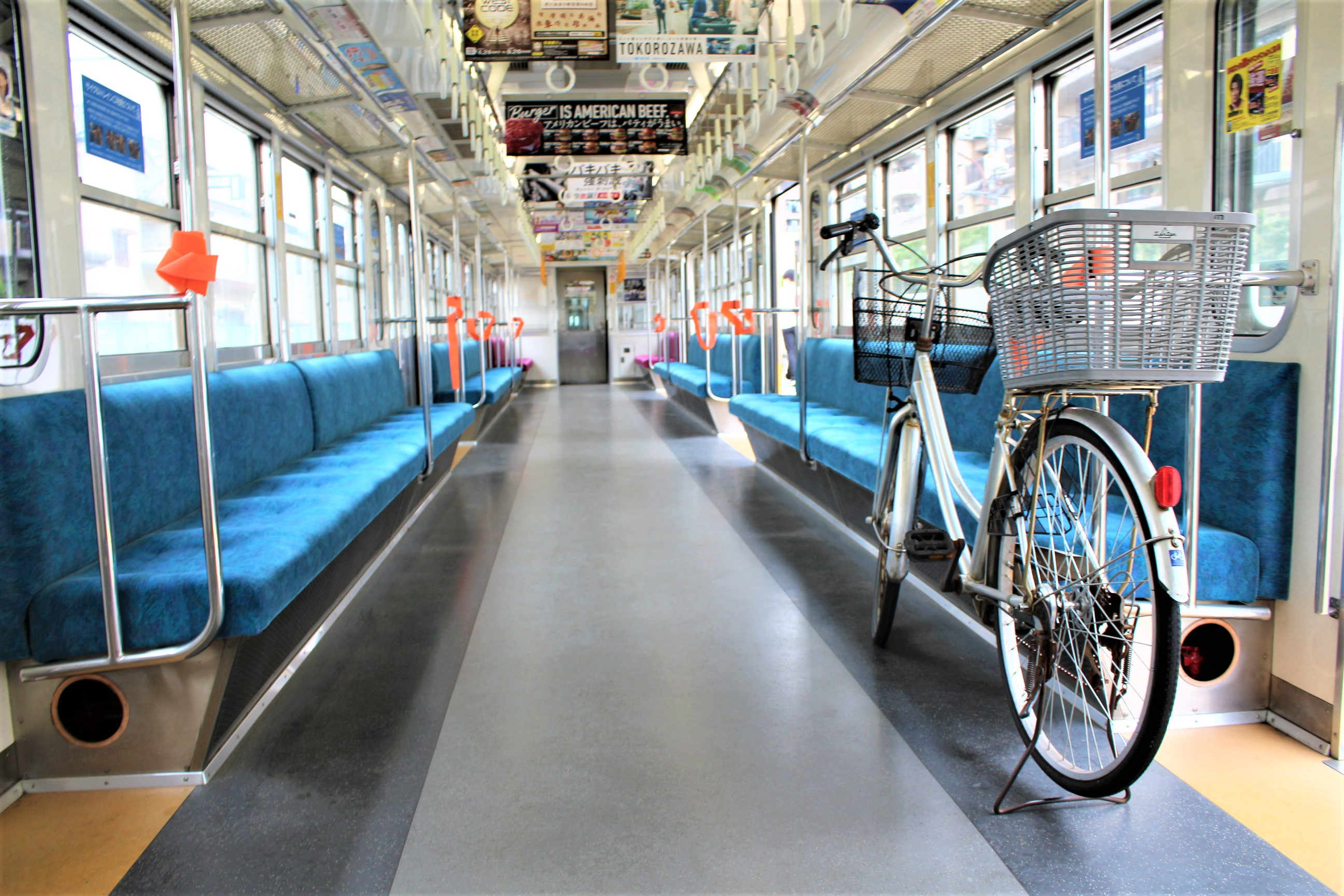
サイクルトレイン車内 オレンジ色の固定専用ベルトが設置された

## 運行形態
都市近郊路線では珍しく平日・土曜・休日共通ダイヤになっており、日中は12分間隔、早朝と夜間は20分間隔の運転である。
早朝には白糸台駅始発の列車があるが、白糸台行きの列車は設定されておらず、上り列車は全て武蔵境駅行きで、夜間の一部列車は是政駅まで運行した後、白糸台行きの回送列車となって車庫に入る。緊急時には白糸台駅で車両交換（取り替え）となる場合もある。
列車の行き違いは、日中は新小金井駅と白糸台駅で、早朝と夜間は白糸台駅で行う。2019年3月16日のダイヤ改正まで早朝と夜間は多磨駅で行き違いを行っていたが、多磨駅の駅改良工事に伴い列車交換設備を撤去した。

## 使用車両

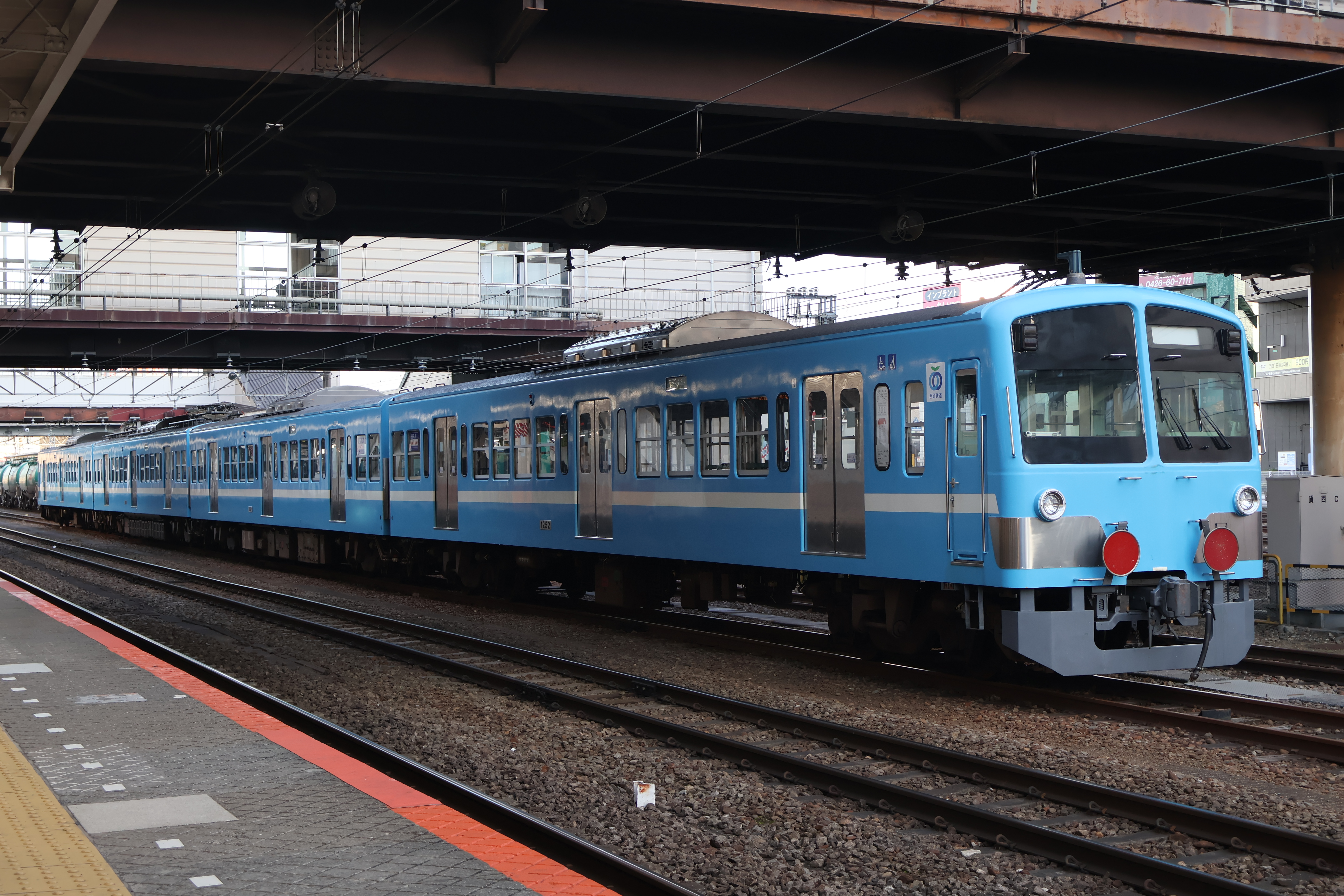
甲種輸送中の新101系（2024年12月 八王子駅）

4両編成3ドアのワンマン運転対応車両で運転されており、4編成で3つの運用を賄っている。本路線では車両基地の設備が簡素であることから、定期的に車両を本線側へ戻す必要があり、このため同仕様の車両を狭山線（かつては多摩湖線）でも運用しつつ年4回程度の甲種輸送によって車両を入れ替えるというシステムが採られている（多摩川線に来た編成は1年程度で本線へ戻る）。簡単な検査や車体清掃などは白糸台駅に併設された白糸台車両基地で随時行われるが、大規模な検査・修繕については武蔵丘車両検修場（かつては旧西武所沢車両工場）で実施するため、これは本線側に常駐している間に行うこととなる。
なおJR中央線の高架化工事中は、連絡線が一時的に撤去されたこともあり、2003年3月を最後に2010年3月までの間は甲種輸送を行わず、白糸台車両基地で部品を交換する形で整備を行っていた（「中央線快速#連続立体交差事業」も参照）。

### 現用車両
- 新101系 （2010年 - ）[56]

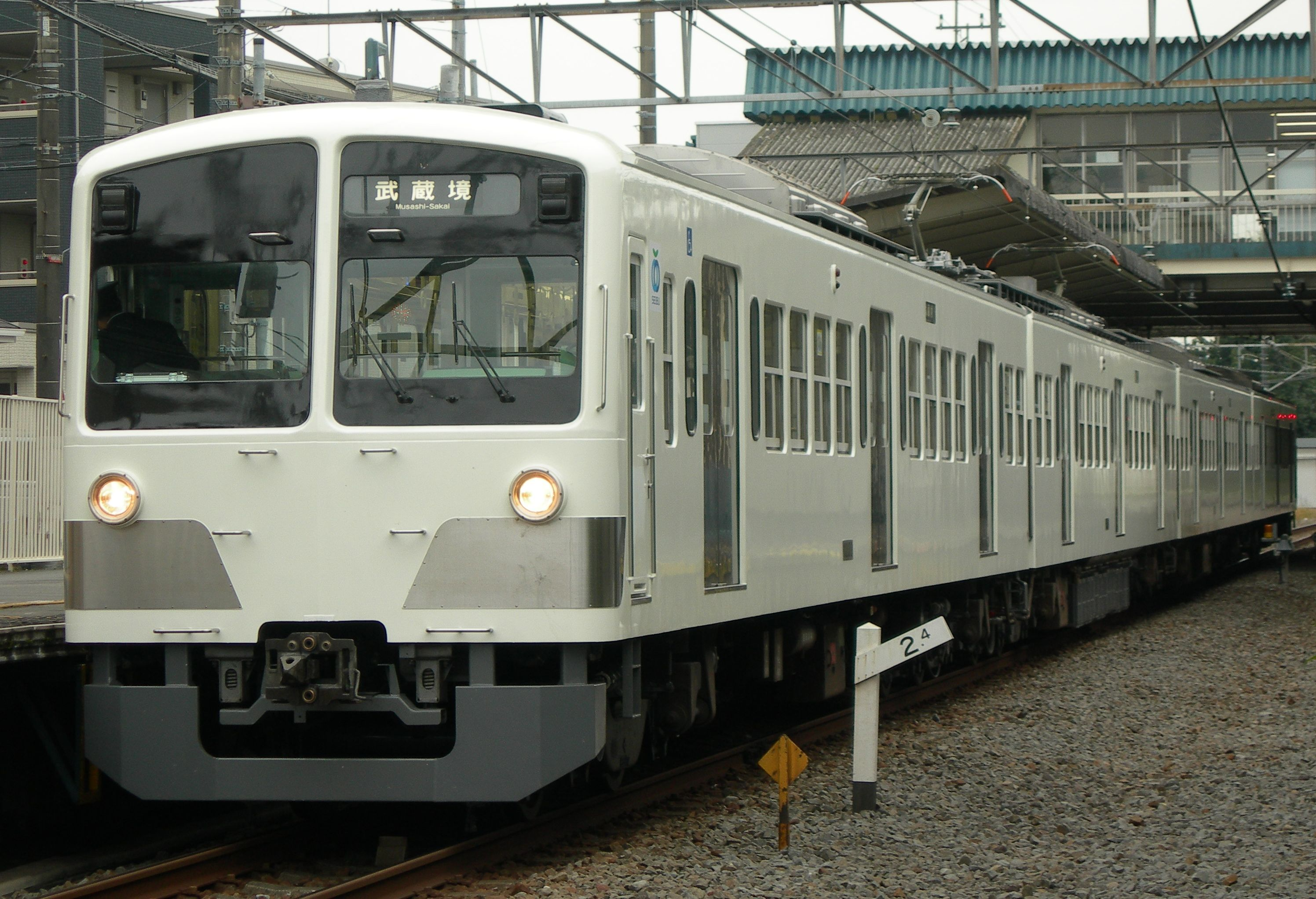
新101系259編成
（2010年11月 競艇場前駅）

  - 2010年3月から11月にかけて、旧101系の置き換えのため導入[43]。ワンマン化とリニューアルを実施した上で車体色を白色としており、最終的に6編成（241・245 - 253編成）が多摩川線・多摩湖線向けに改造された。なおこれ以外にも259編成（多摩湖線向けに改造された4編成のうち1つ）が1度だけ多摩川線に入線している。
  - 2010年に投入された245 - 253の4編成は当初、四季をテーマとしたラッピングが行われていた。各編成の投入時期に合わせて「春」「夏」「秋」「冬」のイラストを沿線の小学生より募集し、先頭車の側面に配置している[26][57][58][59]。
  - 2017年以降は多摩川線開業100周年に関連して特別塗装が多数行われ、多摩川線では2018年に白塗装が消滅した。

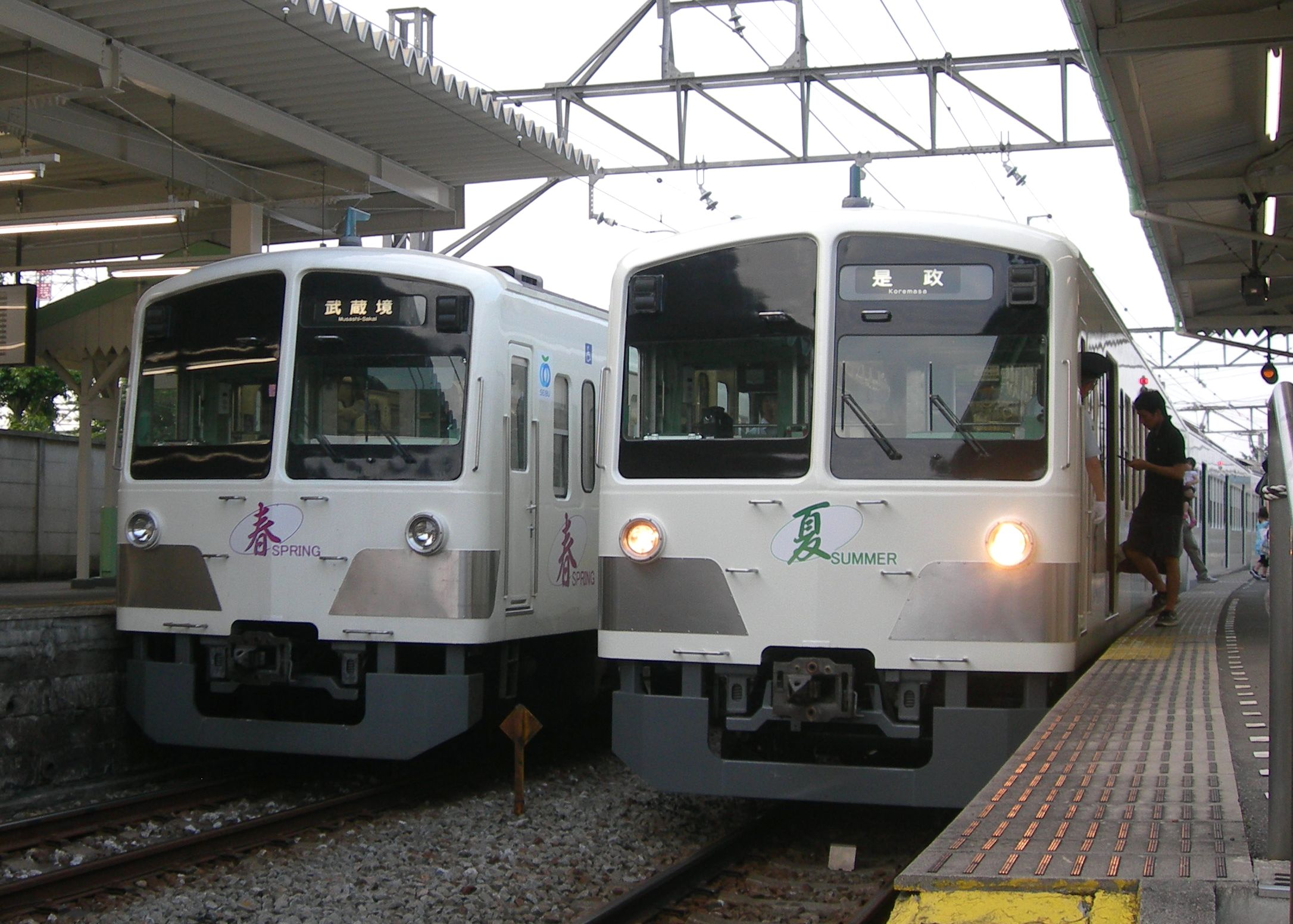
「春」ラッピングの247編成と「夏」ラッピングの249編成 （2010年6月 新小金井駅）
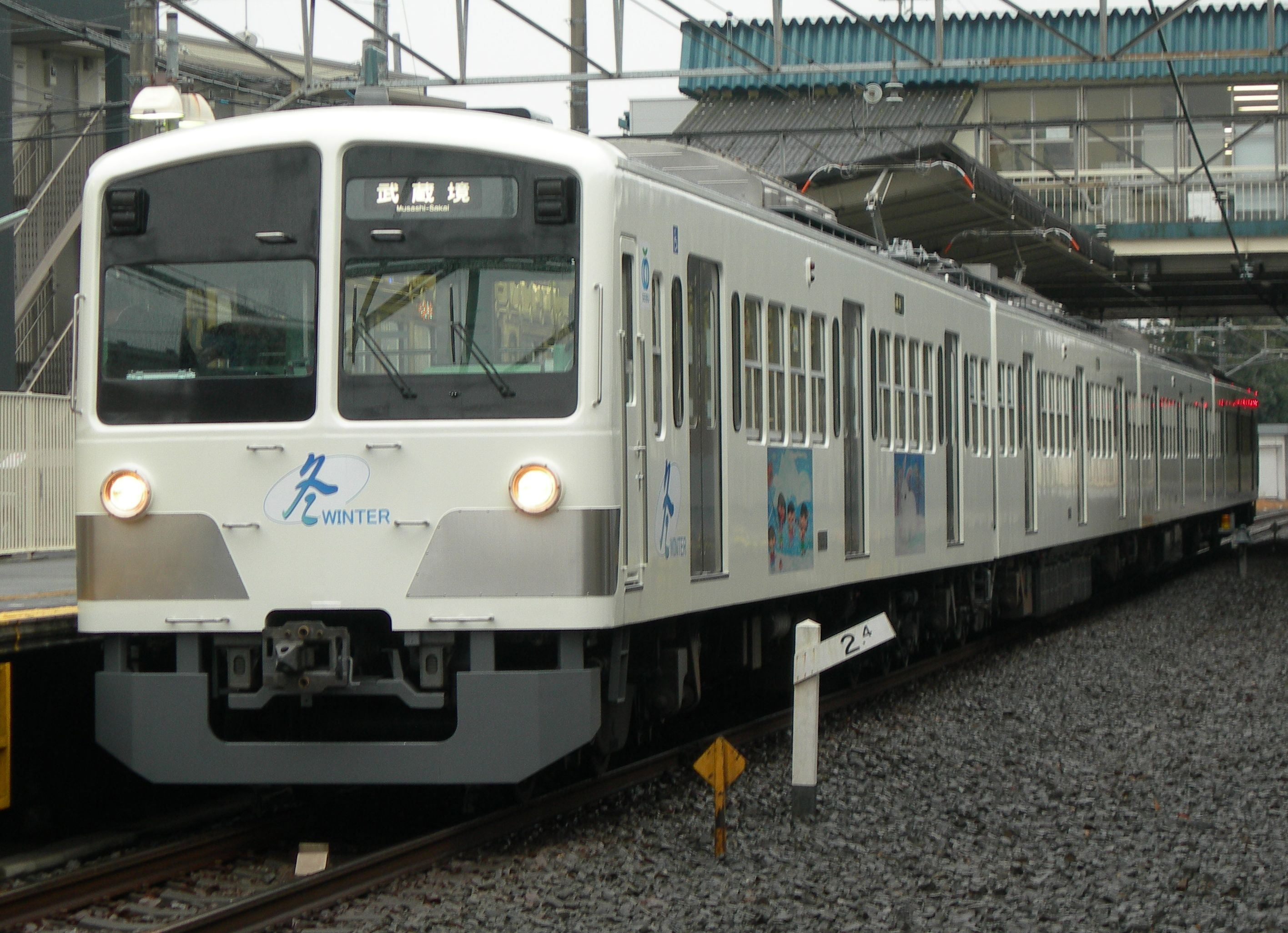
「冬」ラッピングの253編成 （2011年2月 競艇場前駅）
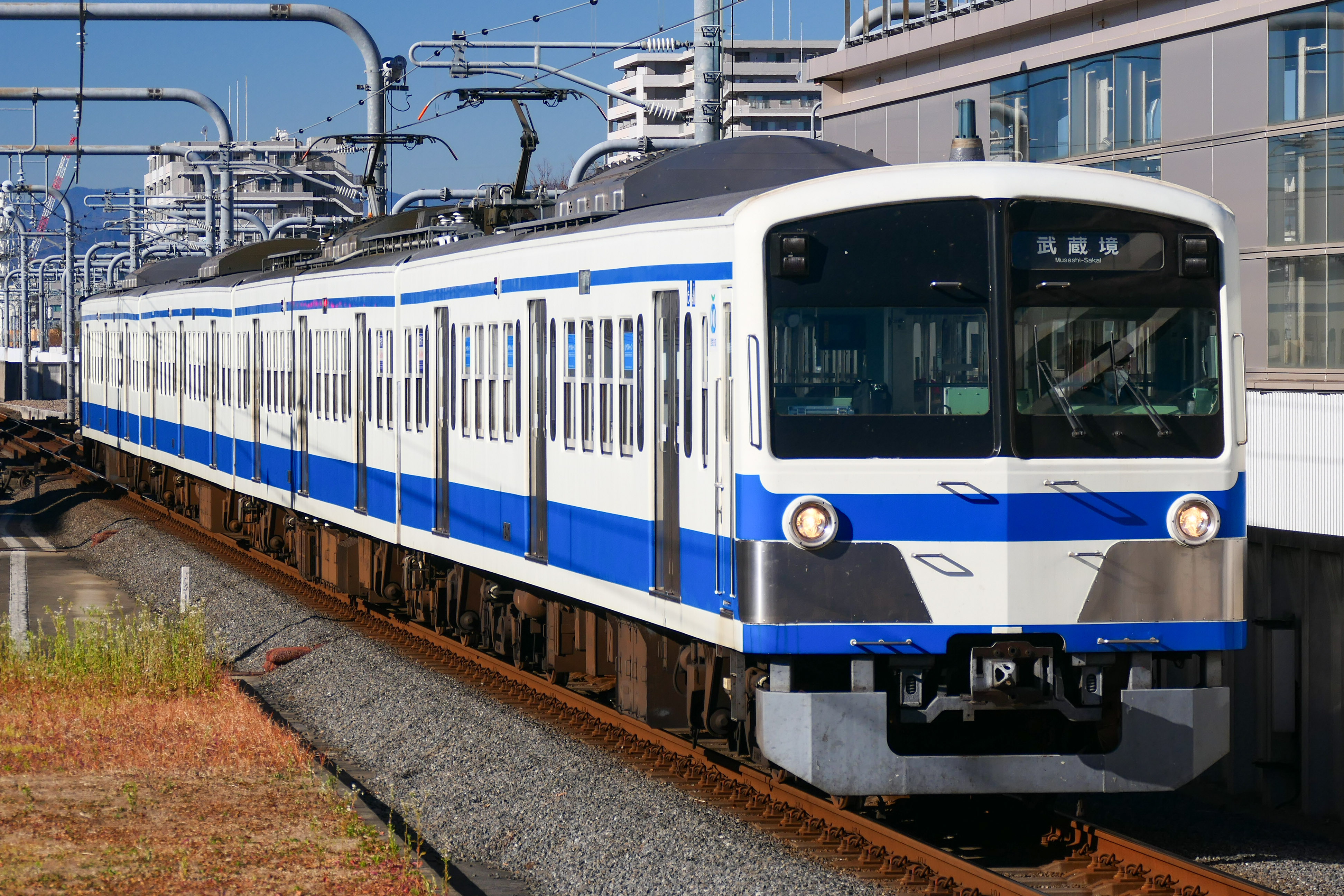
伊豆箱根鉄道カラーの241編成 （2024年12月 武蔵境駅）
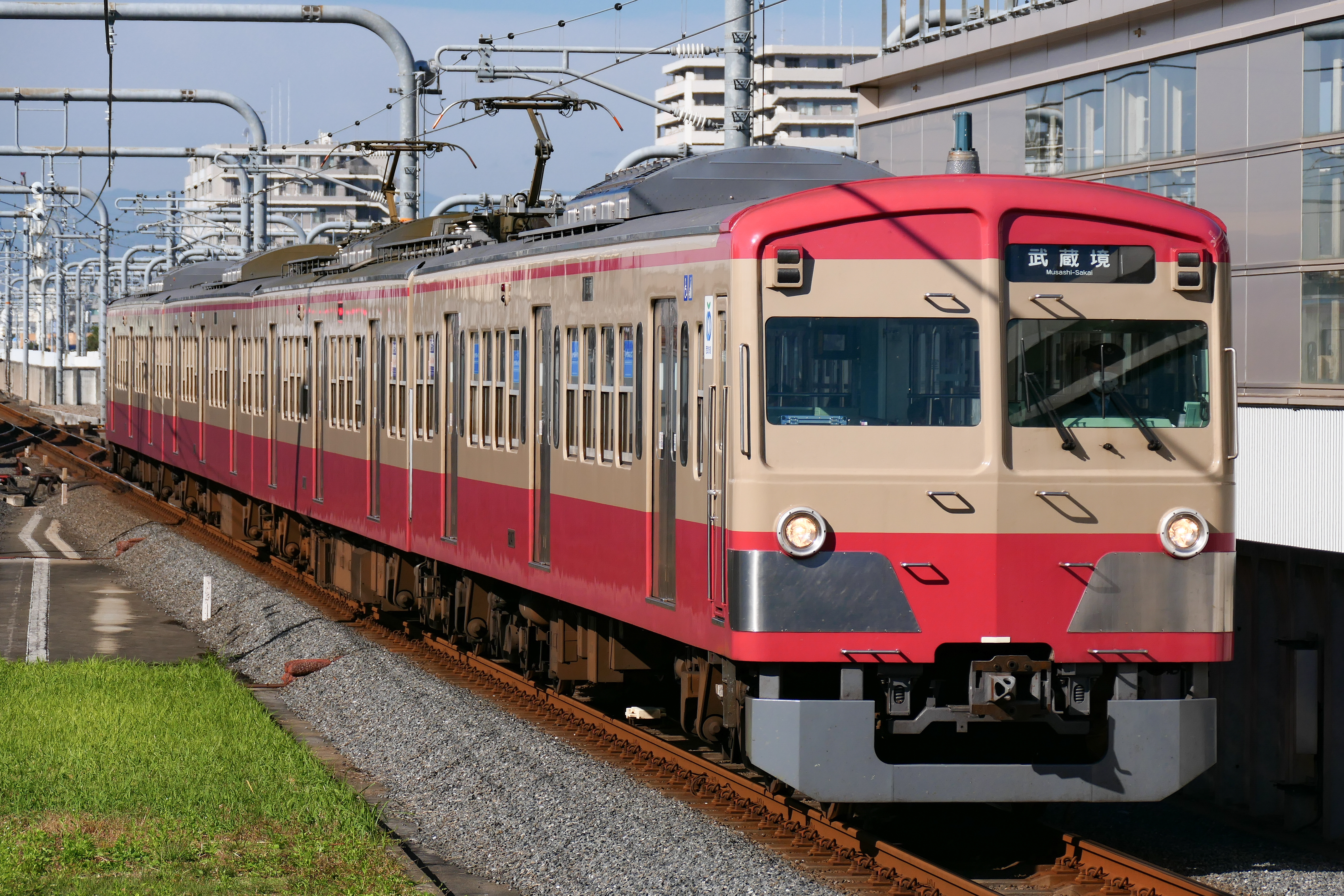
「赤電」塗装の247編成 （2022年10月 武蔵境駅）
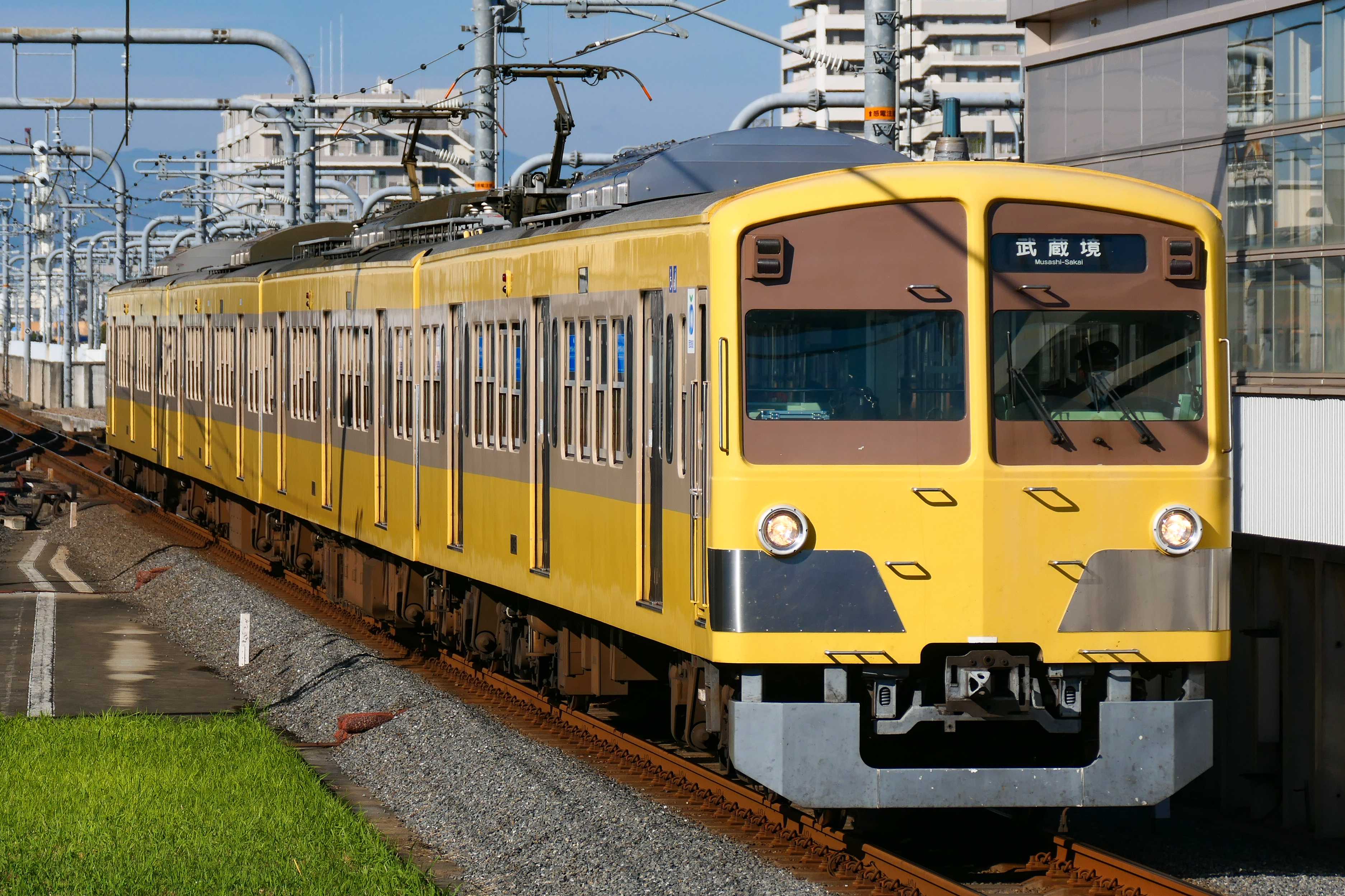
ツートンカラーの245編成 （2022年10月 武蔵境駅）
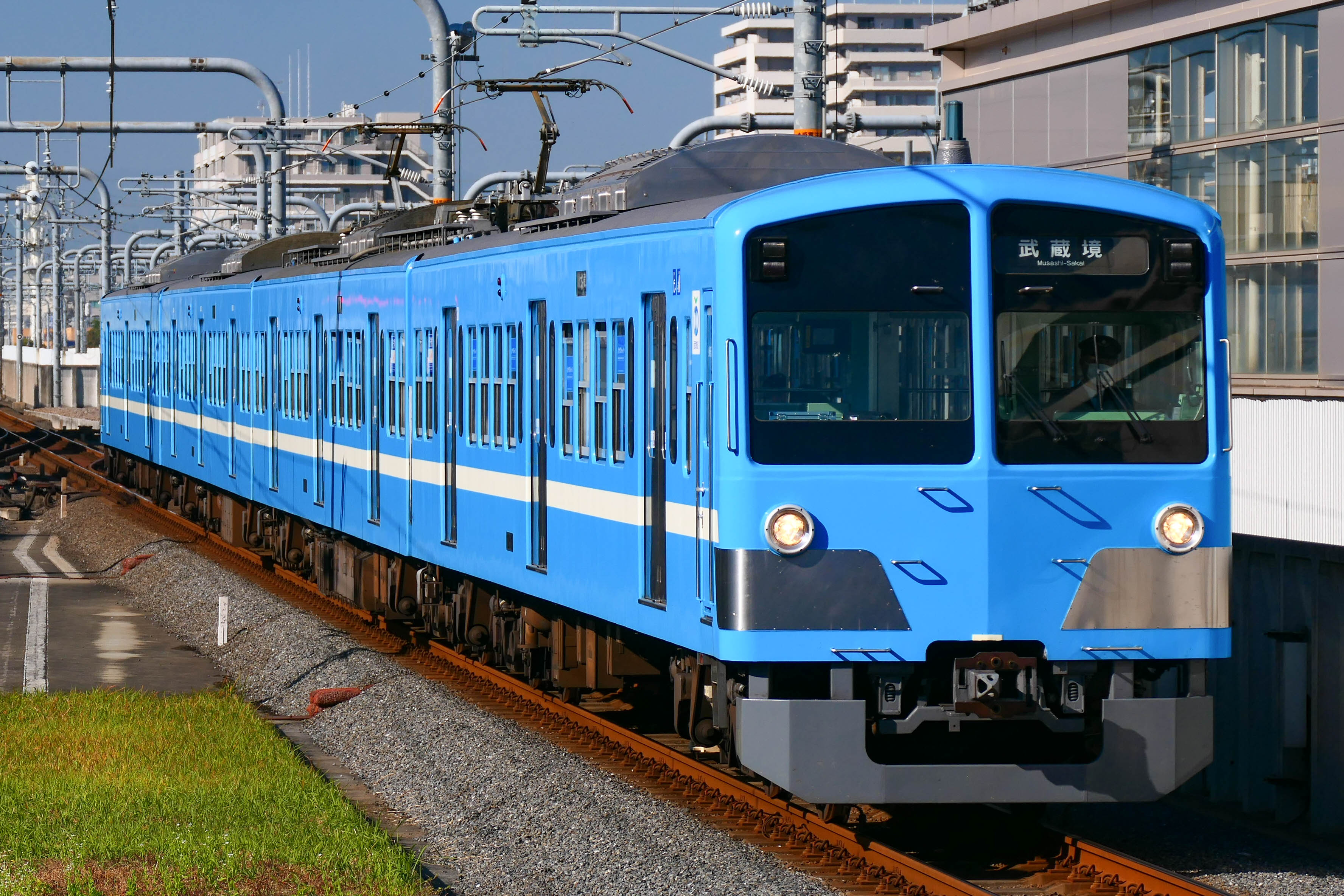
近江鉄道湖風号カラーの251編成 （2022年11月 武蔵境駅）

### 導入予定車両
- 元・東急9000系（形式未発表） - 「サステナ車両」として2025年度以降に東急電鉄から譲渡を受け、本路線にも導入予定[60]。

### 過去の車両

#### ワンマン化後

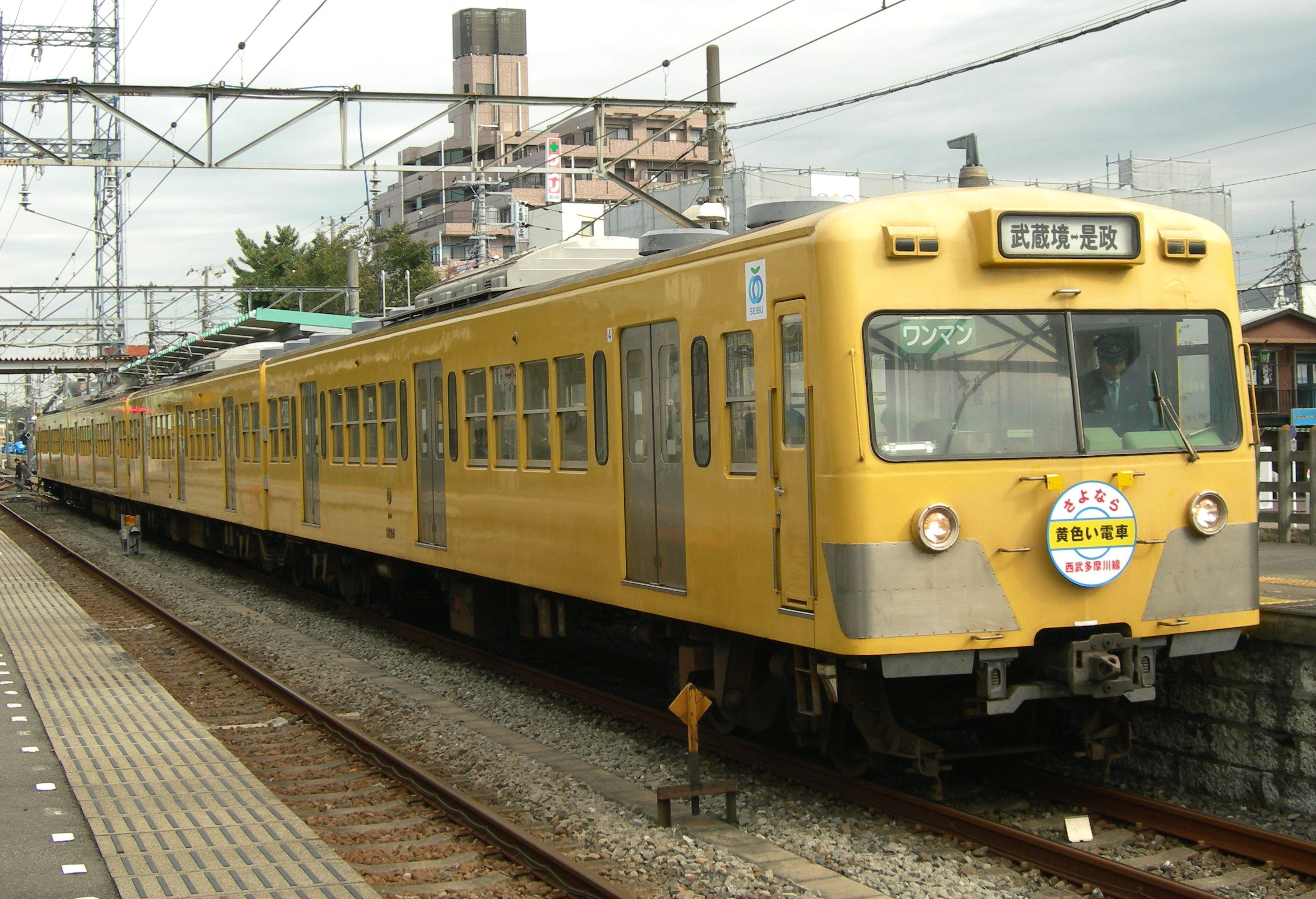
旧101系223編成
（2010年11月 多磨駅）

- 旧101系 （1996年 - 2010年）
  - 1996年のワンマン運転開始に合わせて導入[43]。更新車5編成（217 - 225編成）をワンマン化し、このうち4編成を多摩川線、1編成を多摩湖線で運用していた。
  - 2003年に甲種輸送が中断され、各編成の運用線区が固定された（225編成が多摩湖線、他の4編成は多摩川線）。その後2008年には多摩湖線での同車の運用が終了し、以降は本路線が唯一の旧101系運用路線となった[44]。
  - 2010年、甲種輸送の再開と同時に新101系への置き換えが行われた。11月3日から11月9日にかけて223編成にヘッドマークを取付けてラストランを実施[43][44]、この最終日をもって旧101系の運用は終了した[43]。

#### ワンマン化以前
ワンマン運転化以前は、新宿線系統から401系、701系、また赤電と呼ばれていた451系や551系・571系などが使用されていた。ワンマン対応の必要はないものの、甲種輸送への対応を必要とするため、編成は限定されていた。
| 年 | 351系 | クハ1411形 | 501系 | 701系 | 571系 | 451系 | クハ1651形 | 551系 | 401系 | 101系 | 合計 |
| --- | ----- | ---------- | ----- | ----- | ----- | ----- | ---------- | ----- | ----- | ----- | ---- |
| 1978 | 6     | 6          | 4     |       |       |       |            |       |       |       | 16   |
| 1982 |       |            |       | 4     | 4     | 5     | 3          |       |       |       | 16   |
| 1983 |       |            |       | 4     | 10    | 1     | 1          |       |       |       | 16   |
| 1984 |       |            |       | 4     | 6     | 3     | 3          |       |       |       | 16   |
| 1985 - 1987 |       |            |       | 4     | 6     |       | 3          | 3     |       |       | 16   |
| 1988 - 1991 |       |            |       | 12    |       |       |            |       | 4     |       | 16   |
| 1992 - 1995 |       |            |       | 16    |       |       |            |       |       |       | 16   |
| 1996 - |       |            |       |       |       |       |            |       |       | 16    | 16   |
| - 1978年は10月1日時点、1982・1983年は1月1日時点、1984年以降は4月1日時点 - 出典：『私鉄車両編成表』各年版（ジェー・アール・アール） |       |            |       |       |       |       |            |       |       |       |      |

### 多摩鉄道（旧西武鉄道）時代の車両
蒸気機関車
客車
- フハ1・2→ハフ1・2
  - 開業用に国鉄より払下げ[61]を受けた元甲武鉄道の木製2軸客車（明治27年平岡工場製、定員50人）旧ハ2302・2303[62]。

内燃動車
- キハ10形（10-12）
  - 1928年黒板工業所製[63]（竣工図に目黒板工業所と表記されていたため誤って伝えられていた）の木製2軸ガソリンカー（定員40人）。調子が悪く翌年に松井製作所にて大改造されている。戦後は使用されることなく廃車となった。
- キハ20形（21・22）
  - 1938年日本車輌製造製の半鋼製2軸ガソリンカー（定員50人）。日曜祭日彼岸時には武蔵境駅 - 多磨墓地前駅間を15分毎に頻発運転していた。燃料が逼迫していた戦中は木炭瓦斯発生装置を取付した代燃車となっている[64]。1953年改造され3扉化、車体延長されボギー車となりクハ1121・1122となる。その後は他の私鉄に譲渡され、羽後交通雄勝線デハ7、豊橋鉄道ク1505→2301となった[65]。詳細は「西武モハ101形電車」を参照。

## 駅一覧
- 全駅東京都（多摩地域）に所在。
- 線路（西武多摩川線内は全線単線） … ∨、◇：列車交換可能、｜：列車交換不可
- 駅番号は2013年3月までに順次導入された[66]。

| 駅番号 | 駅名                  | 駅間キロ | 累計キロ | 接続路線                        | 線路 | 所在地   |
| ------ | --------------------- | -------- | -------- | ------------------------------- | ---- | -------- |
| SW01   | 武蔵境駅              | -        | 0.0      | 東日本旅客鉄道： 中央線 (JC 13) | ∨    | 武蔵野市 |
| SW02   | 新小金井駅            | 1.9      | 1.9      |                                 | ◇    | 小金井市 |
| SW03   | 多磨駅 （東京外大前） | 2.2      | 4.1      |                                 | ｜   | 府中市   |
| SW04   | 白糸台駅              | 1.4      | 5.5      |                                 | ◇    | 府中市   |
| SW05   | 競艇場前駅            | 1.5      | 7.0      |                                 | ｜   | 府中市   |
| SW06   | 是政駅                | 1.0      | 8.0      |                                 | ｜   | 府中市   |

新小金井駅 - 多磨駅間で調布市を通過する。

## 輸送・収支実績
| 年度 | 輸送人員（人） | 貨物量（トン） |
| ---- | -------------- | -------------- |
| 1949 | 1,225,522      | 179,937        |
| 1952 | 2,276,808      | 273,981        |
| 1958 | 4,118千        | 226,039        |
| 1963 | 7,263千        | 22,813         |
| 1966 | 6,740千        | 7,512          |
| 1970 | 4,980千        | -              |

- 出典：『地方鉄道軌道統計年報』『私鉄統計年報』各年版

### 戦前の輸送収支実績
| 年度別実績 | 年度別実績     | 年度別実績     | 年度別実績     | 年度別実績   | 年度別実績     | 年度別実績       | 年度別実績            | 年度別実績     | 年度別実績       |
| 年度       | 輸送人員（人） | 貨物量（トン） | 営業収入（円） | 営業費（円） | 営業益金（円） | その他益金（円） | その他損金（円）      | 支払利子（円） | 政府補助金（円） |
| ---------- | -------------- | -------------- | -------------- | ------------ | -------------- | ---------------- | --------------------- | -------------- | ---------------- |
| 1917       | 1,299          | 5,889          | 915            | 802          | 113            | 砂利販売 420     |                       |                |                  |
| 1918       | 10,242         | 207,681        | 18,261         | 46,470       | ▲ 28,209       |                  | 砂利販売 22,176       | 9,401          |                  |
| 1919       | 14,165         | 117,043        | 32,346         | 31,010       | 1,336          | 砂利販売 86,340  | 償却金及差損金 13,621 | 29,707         | 19,939           |
| 1920       | 18,587         | 109,594        | 36,445         | 48,170       | ▲ 11,725       | 砂利販売 58,197  |                       | 23,364         | 26,233           |
| 1921       | 21,980         | 94,013         | 40,304         | 49,013       | ▲ 8,709        |                  |                       |                |                  |
| 1922       | 26,265         | 164,677        | 75,420         | 69,538       | 5,882          |                  |                       |                |                  |
| 1923       | 21,755         | 134,847        | 66,607         | 60,284       | 6,323          | 砂利販売 248,512 | 砂利販売 240,623      | 31,041         |                  |
| 1924       | 23,883         | 189,767        | 100,059        | 63,930       | 36,129         | 砂利 39,142      |                       | 21,172         |                  |
| 1925       | 28,890         | 170,269        | 91,218         | 62,995       | 28,223         | 砂利業 5,293     |                       | 19,619         |                  |
| 1926       | 19,212         | 156,107        | 83,781         | 59,169       | 24,612         |                  | 砂利業 27,320         | 27,116         |                  |
| 1927       | 13,955         | 98,238         | 51,162         | 50,171       | 991            |                  | 砂利 42,056           | 13,744         |                  |
| 1928       | 21,234         | 189,095        |                |              |                |                  |                       |                |                  |
| 1929       | 59,026         | 191,947        |                |              |                |                  |                       |                |                  |
| 1930       | 158,935        | 128,734        |                |              |                |                  |                       |                |                  |
| 1931       | 186,228        | 150,861        |                |              |                |                  |                       |                |                  |
| 1932       | 193,523        | 131,912        |                |              |                |                  |                       |                |                  |
| 1933       | 223,660        | 114,910        |                |              |                |                  |                       |                |                  |
| 1934       | 254,577        | 58,720         |                |              |                |                  |                       |                |                  |
| 1935       | 268,698        | 53,291         |                |              |                |                  |                       |                |                  |
| 1936       | 289,251        | 62,437         |                |              |                |                  |                       |                |                  |
| 1937       | 302,349        | 55,027         |                |              |                |                  |                       |                |                  |
| 1939       | 515,728        | 90,608         |                |              |                |                  |                       |                |                  |
| 1941       | 761,792        | 107,405        |                |              |                |                  |                       |                |                  |
| 1943       | 962,493        | 82,776         |                |              |                |                  |                       |                |                  |

- 出典：『鉄道院鉄道統計資料』『鉄道省鉄道統計資料』『鉄道統計資料』『鉄道統計』『国有鉄道陸運統計』各年度版
- 1928年度以降の収支は西武鉄道への合併により省略